# Héctor Marchena
Héctor Marchena de la O (Limón (Costa Rica), 4 de janeiro de 1965) é um ex-futebolista profissional costarriquenho, que atuava como defensor.

## Carreira
Héctor Marchena fez parte do elenco da Seleção Costarriquenha de Futebol da Copa do Mundo de 1990. 